# Mordaualm
Die Mordaualm ist eine Alm im Lattengebirge auf dem Gebiet der Gemarkung Forst Taubensee der Gemeinde Ramsau.
Zwei Kaser der Mordaualm stehen unter Denkmalschutz und sind unter der Nummer D-1-72-129-70 in die Bayerische Denkmalliste eingetragen.

## Baubeschreibung
Der Kederbacherkaser ist ein eingeschossiger, überkämmter Blockbau mit Flachsatteldach und Legschindeldeckung. Der Türstock im Innern ist bezeichnet mit dem Jahr 1912, im Kern entstand das Gebäude wohl in der ersten Hälfte des 19. Jahrhunderts.
Beim Gschoßkaser handelt es sich um einen eingeschossigen, verputzten Steinbau mit Blockbaukniestock und -giebel, Flachsatteldach und Legschindeldeckung. Das Gebäude wurde im 18. oder 19. Jahrhundert errichtet.
Der Taubenseekaser ist der nördlichste der drei Kaster am Almbichl. Dieser wurde 1954 bei einem Lawinenabgang weggerissen, das heutige Gebäude wurde um 2000 neu erbaut.
Die nördlichste Hütte, der Guggenbichlkaser aus dem Jahr 1866 befand sich in der zweiten Hälfte des 20. Jahrhunderts in schlechtem Zustand, das Dach war marode und zum Teil schon eingestürzt.

## Nutzung
Drei Kaser der Mordaualm sind in den Sommermonaten von Mai bis September bewirtet.

## Lage
Die Mordaualm befindet sich am Weg vom Taubensee ins Lattengebirge auf einer Höhe von 1190 m ü. NHN. Der Weg vom Parkplatz Taubensee verläuft auf einer Forststraße, weshalb die Mordaualm auch für Mountainbiker gut zu erreichen ist.

## Sonstiges
Der ehemalige Brunnerkaser, ein 12 × 12 m großer Rundumkaser aus dem Jahr 1507, wurde 1987 abgebaut und in das Freilichtmuseum Glentleiten transloziert.